# 붉은 장미의 추억
"붉은 장미의 추억"은 1962년 공개된 대한민국의 영화이다.

## 배역
- 신영균
- 김지미
- 최삼
- 최남현
- 허장강
- 박암